# 송일근
송일근(1922년 12월 22일 ~ 2025년 1월 3일)은 대한민국의 배우이다.

## 학력
- 오산중학교 (졸업)

## 생애
1922년 12월 22일 경기도 평택시에서 태어났다. 1935년 보통학교를 졸업했고, 1938년 오산중학교를 졸업하여 1954년부터 미도 백화점에 채용돼 화장품 매장을 담당했다.
백화점에 들른 배우 이종철의 추천으로 1942년 조선악극단에 들어가며 연예계와 인연을 맺었다. 당시 조선악극단엔 김정구, 고운봉, 남인수, 이난영 같은 가수들이 속해 있었다. 이후 제일악극단, 라미라가극단, 신협악극단을 거쳐 1950년 1사단 정훈공작대에서 활동했다.
1950년대에 들어서 영화산업이 성행하여 가극단이 없어지게 되자 1958년 윤대룡 감독이 만든 영화인 '마음의 진주'에서 분장사 겸 단역 배우를 맡아 영화계에 입문을 하기 시작하여 과거 배우들이 직접 하던 분장을 전문적으로 하기 시작한 1세대 분장사로 각광을 받게 되었다.
1960년대에는 영화사 '신필름'의 전속 분장사로 입사했으며 1967년부터 분장과 의상 사업을 병행했다. 1975년에는 분장인들의 공동적인 이익을 위하는 것과 보다 공정한 대우를 받을수 있도록 화성여관 분장클럽을 결성하기도 하였으며 1960년대에 활동했던 단역 배우들의 모임인 영우회에서 활동했다.
1989년 영화 '미스 코뿔소 미스터 코란도'에 출연했던 것을 마지막으로 배우를 그만둔후 분장사로 활동했으며 분장사로써의 활동은 남기남 감독의 2010년 영화인 '동자 대소동'을 끝으로 완전히 은퇴하였다.
1993년 제31회 대종상영화제 특별부문상(분장)을 받았고 2001년 제39회 영화의 날 ‘유공영화인’으로 선정되기도 하였다.
여담으로 2005년에 '한국 영화를 말한다'라는 인터뷰의 구술 채록 당시 촬영기사나 감독보다 생활하는 데 애로가 있었지만 난 그 사람들보다 일은 많이 했지. 감독이 1년에 한 작품 하면 난 10작품도 할 수 있다. 이 세상에서 나만큼 현장에서 그렇게 63년 동안 열심히 일한 사람은 몇 안 될 거야. 그런 점에는 자부심을 갖고 있어.라고 말하기도 하여 후배들에게 귀감을 보이기도 했다.
또한 1959년작 영화인 '흥부와 놀부' 때만 해도 미장원에서 잘라낸 머리카락을 구해다가 수염을 만들어 붙였다고 회고했으며 뒷머리를 길게 늘어뜨리는 '중국인 가발'의 모양을 처음으로 도입하여 만들었다고 한다. 이로 인해서 이덕화의 부친인 이예춘이 분장에 대해 상당히 까다로웠다고 회고하기도 하였으며 1963년의 영화인 '쌍검무'에서는 최무룡 씨의 가발을 앞에 붙여서 쓰는 걸 내가 처음 만들었다고 언급하였다.

### 사망
2025년 1월에 노환으로 향년 102세로 사망했다. 묘소는 함백산 추모공원에 안치되었다.